# Liv Strædet
Liv Strædet (ur. 21 października 1964) – norweska piłkarka, była reprezentką Norwegii w piłce nożnej, gdzie grała na pozycji pomocnika.
Grała w zespole, który zdobył srebrny medal na World Cup 1991 FIFA kobiet w Chinach